# Claus Daa

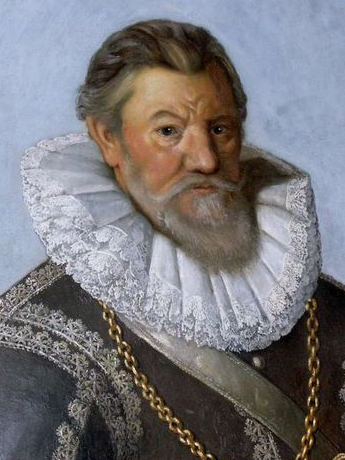
Reichsadmiral Claus Daa (1634)

Claus Olufsen Daa (* 6. August 1579 in Ravnstrup; † 30. März 1641 in Fraugdegaard) war ein dänischer Admiral und Staatsmann.

## Leben
Claus war Angehöriger des dänischen Adelsgeschlechts Daa. Seine Eltern waren Oluf Clausen Daa til Ravnstrup (1547–1600) und Dorthe Henriksdatter, geborene Friis af Hesselager (1543–1618). Er vermählte sich 1604 in Århus mit Dorthe Henriksdatter Below (1588–1609). Als Witwer heiratet er 1613 in Viborg Ingeborg Valdemarsdatter Parsberg (1592–1641). Aus beiden Ehen sind insgesamt sieben Kinder hervorgegangen.

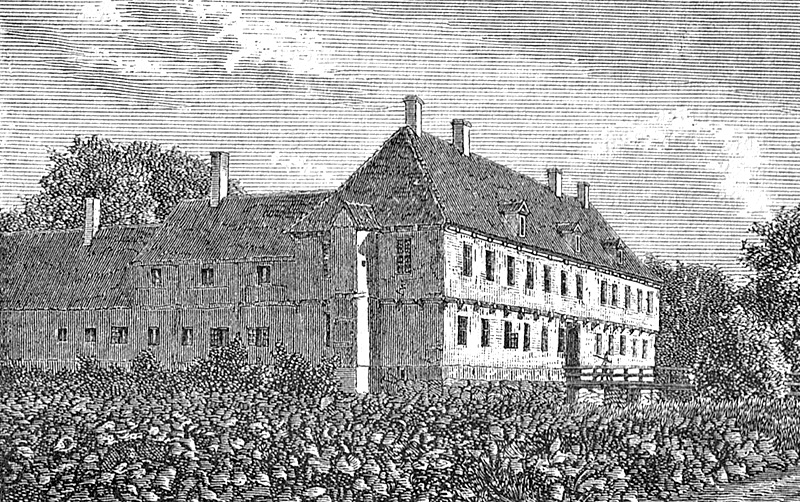
Herrenhaus Holmegård (1870)

Daa besuchte seit 1587 die Schule in Sorø. Seine Grand Tour begann er 1591, Stationen waren Gent wurde er in Herborn (1593) und Genua. Anlässlich der Krönungsfeierlichkeiten Christians IV. 1596 war er in Dänemark, begab sich danach aber noch nach Basel (1597) und Speyer (1598).
In den Jahren 1600 bis 1603 hielt er sich am königlichen Hof auf. 1609 wurde Fähnrich bei der jütländischen Adelsfahne. Er nahm am Kalmarkrieg teil und avancierte während dessen zum Rittmeister. Ab 1613 war er Gouverneur für den nördlichen Landesteil von Norwegen mit Sitz in Trondheim. Dort renovierte er den Kongens gård („Königshof“), den ehemaligen erzbischöflichen Palast, der nun als Residenz des Gouverneurs diente, umfangreich. Ab 1623 bis zu seinem Tod war er dänischer Reichsadmiral. 1625 wurde er Reichsrat und 1626 war er Kriegskommissar sowie Gesandter zum Friedenstreffens in Braunschweig. Er wurde 1631 nach Den Haag entsandt um zwischen den Generalstaaten und Spanien zu vermitteln und war 1632 Gesandter auf dem Rendsburger Landtag. Daa war auch Generalkommissar von Seeland. Er wurde 1633 Ritter des Elefanten-Ordens.
Daa verfügte über einen weitläufigen Gutsbesitz. Schloss Dragsholm, das er 1624 als Lehen erhielt, ließ er durch Steenwinckel den Jüngeren instand setzen. Auf Seeland besaß Holmegård, dessen heutiges Hauptgebäude er 1635 errichtete, Ravnstrup und Borreby, auf Fünen war er Herr auf Fraugdegård und in Jütland auf Bonderup. Begraben ist er in der Herlufmagle Kirche.